# Вролдсен, Ина
Ина Кристин Вролдсен (род. 29 мая 1984, Финнснес, Норвегия), в начале творчества Ina — норвежская певица и автор песен. Ина была частью электропоп дуэта Ask Embla, вместе с исландским продюсером и автором песен Арнором Биргиссоном.

## Карьера
Карьера Вролдсен начиналась с певицы, но затем она стала писать музыку для других. Как автор песен, она имела большой успех, и сегодня она считается одним из самых востребованных в своей области. За свои работы Вролдсен завоевала несколько наград от BMI и ASCAP, а также несколько раз была номинирована на BRIT Awards и Spellemannprisen. Ее песни исполняли такие артисты, как Шакира, Джесс Глинн, Clean Bandit, Сара Ларссон, Rag'n'Bone Man, Шон Пол, Дэвид Гетта, Джеймс Артур, Бритни Спирс, Деми Ловато, Тайни Темпа, Little Mix, Олли Мерс, The Pussycat Dolls, The Wanted, The Saturdays, Леона Льюис и One Direction.
С 2013 года издательством каталога композиций Ины Вролдсен занимается Reverb Music/Reservoir Media Management.
В последнее время Ина возобновила свою карьеру певицы. Была участницей норвежско-исландского дуэта Ask Embla (вместе с Арнором Биргиссоном). В 2013 году дуэт выпустил альбом Northern Lights. После этого Вролдсен продолжила петь под своим именем. Она выпустила песни «Aliens (Her er jeg)» (2014), «Rebels» (2015), и «Lay It on Me», записанную совместно с дуэтом норвежских продюсеров и диджеев Broiler. Песня заняла второе место в VG-lista. В 2015 году Кельвин Харрис совместно с Disciples выпустили песню «How Deep Is Your Love», записанную с вокалом Вролдсен
В 2016 году Ина была одной из судей норвежской версии Pop Idol.
В 2017 году Вролдсен  подписала контракт с лейблом Саймона Коуэлла Syco Music.
В августе 2018 года вышла песня «Favela» бразильского диджея Alok с вокалом Вролдсен. По словам Ины, она решила написать песню после просмотра документальных фильмов о латиноамериканских женщинах.

## Дискография

### Мини-альбомы
| Название | Детали                                                                        |
| -------- | ----------------------------------------------------------------------------- |
| HEX      | - Вышел: 29 июня 2018 года - Лейбл: Syco Music - Формат: Цифровая дистрибуция |

### Синглы

#### Как главный артист
| Название                          | Год  | Лучшая позиция в чарте | Лучшая позиция в чарте | Лучшая позиция в чарте | Альбом/EP   |
| Название                          | Год  | NOR                    | DEN                    | SWE                    | Альбом/EP   |
| --------------------------------- | ---- | ---------------------- | ---------------------- | ---------------------- | ----------- |
|                                   |      |                        |                        |                        |             |
| Указывается как Ina               |      |                        |                        |                        |             |
| «Suddenly»                        | 2004 | —                      | —                      | —                      | Без альбома |
|                                   |      |                        |                        |                        |             |
| Указывается как Ina Wroldsen      |      |                        |                        |                        |             |
| «Aliens (Her er jeg)»             | 2014 | —                      | —                      | —                      | Без альбома |
| «Rebels»                          | 2015 | —                      | —                      | —                      | Без альбома |
| «Lay It on Me» (вместе с Broiler) | 2016 | 2                      | —                      | —                      | Без альбома |
| «Mary’s Story»                    | 2016 | 79                     | —                      | —                      | Без альбома |
| «St. Peter»                       | 2016 | —                      | —                      | —                      | Без альбома |
| «Strongest»                       | 2017 | 2                      | 20                     | 85                     | Без альбома |
| «Sea»                             | 2018 | —                      | —                      | —                      | HEX         |
| «Remember Me»                     | 2018 | —                      | —                      | —                      | HEX         |
| «Mine»                            | 2018 | —                      | —                      | —                      | HEX         |
| «Mother»                          | 2018 | 17                     | —                      | —                      | HEX         |
| «Favela» (вместе с Alok)          | 2018 | 28                     | —                      | —                      |             |
| «Obsessed» (совместно с Dynoro)   | 2019 | 13                     | —                      | —                      | Без альбома |

#### Как приглашеный артист
| «We Stand Up» (Kat Krazy при участии Ины Вролдсен)                                 | 2016 | —  | —  | —  | —  | —  | —  | —  | —  | —  |                                   | Без альбома     |
| «Places» (Мартин Сольвейг при участии Ины Вролдсен)                                | 2016 | 39 | 72 | 43 | 24 | 56 | 44 | 37 | 12 | 27 | - BPI: Платиновый - SNEP: Золотой | Без альбома     |
| «Breathe» (Jax Jones при участии Ины Вролдсен)                                     | 2017 | —  | 14 | 14 | 6  | —  | 15 | 4  | 5  | 7  | - BEA: Золотой - BPI: Платиновый  | Snacks EP       |
| «Lie to Me» (Стив Аоки при участии Ины Вролдсен)                                   | 2018 | —  | —  | —  | —  | —  | —  | —  | —  | —  |                                   | Neon Future III |
| "—" обозначает что песня не попала в чарт или не была выпущена на этой территории. |      |    |    |    |    |    |    |    |    |    |                                   |                 |

### Другие песни
| Название                                           | Год  | Альбом/EP   |  |
| -------------------------------------------------- | ---- | ----------- |  |
|                                                    |      |             |  |
| Созданные как Ina                                  |      |             |  |
| "If You Could Only See Me"                         | 2004 | Без альбома |  |
| "Sorry"                                            | 2005 | Без альбома |  |
|                                                    |      |             |  |
| Созданные как Ina Wroldsen                         |      |             |  |
| «Human» (Chris Loco при участии Ины Вролдсен)      | 2015 | See No Evil |  |
| «Feels Like Home» (Sigma при участии Ины Вролдсен) | 2015 | Life        |  |

## Награды и номинации
| Год  | Организация          | Награда                            | Работа       | Результат | Прим.  |
| ---- | -------------------- | ---------------------------------- | ------------ | --------- | ------ |
| 2018 | WDM Radio Awards     | Лучший вокалист электронной музыки | Ina Wroldsen | Номинация | [ 32 ] |
| 2018 | Spellemannprisen '17 | Международный успех года           | Ina Wroldsen | Победа    | [ 8 ]  |